# Le Pingouin de Donald
Série Donald Duck
Pour plus de détails, voir Fiche technique et Distribution.
Le Pingouin de Donald (Donald's Penguin) est un court métrage d'animation américain des studios Disney avec Donald Duck, sorti le 11 août 1939.

## Synopsis
Donald reçoit un pingouin du pôle Sud de la part de l'amiral Byrd. Il s'amuse avec l'animal jusqu'à ce que celui-ci mange son poisson rouge...

## Fiche technique
- Titre original : Donald's Penguin
- Titre français : Le Pingouin de Donald
- Série : Donald Duck
- Réalisation : Jack King
- Scénario : Carl Barks
- Animation : Jack Hannah, Al Eugster
- Musique : Oliver Wallace
- Production : Walt Disney
- Société de production : Walt Disney Productions
- Société de distribution : RKO Radio Pictures
- Format : Couleur (Technicolor) - 1,37:1 - Son mono (RCA Sound System)
- Durée : 7 min
- Langue : Anglais
- Pays de production :  États-Unis
- Date de sortie :
  - États-Unis : 11 août 1939

## Voix originales
- Clarence Nash : Donald Duck

## Voix françaises
- Sylvain Caruso : Donald Duck

## Commentaires
Ce film reprend le principe de l'animal « inhabituel », déjà utilisé plusieurs fois avec Mickey Mouse : Mickey avait hébergé un kangourou dans Mickey's Kangaroo (1935), un éléphant dans L'Éléphant de Mickey (1936) et hébergera un phoque dans Mickey et le Phoque (1948).

## Titre en différentes langues
Source : IMDb
- Allemagne : Donald und der Pinguin
- Argentine : El Pinguino de Donald
- Danemark : Søspejderne
- Suède : Kalle Anka och den elaka pingvinen, Kalle Anka och pingvinen, Kalle Ankas pingvin, Kalle Ankas pippi från Sydpolen

## Sorties DVD
- Les Trésors de Walt Disney : Donald de A à Z, 1re partie (1934-1941).